# Спинелли, Карло Филиппо Антонио
Карло Филиппо Антонио Спинелли (итал. Carlo Filippo Antonio Spinelli; 1 октября 1641 — 13 февраля 1725, Неаполь), 5-й князь ди Кариати — вице-король Арагона.

## Биография
Второй сын Шипионе Спинелли, 4-го князя ди Кариати, и Карлотты Савелли.
В 1656 году его старший брат Карло принял сан священника и в 1659 году Филиппо Антонио наследовал отцу как 5-й князь ди Кариати, 3-й герцог ди Семинара и 7-й князь ди Кастровиллари, 5-й граф ди Санта-Кристина и синьор ди Оппидо.
Владел обширным комплексом территорий между провинциями Калабрия Цитра и Ультра, вел ожесточенные пограничные споры с владельцами соседних земель, такими как Серра, но затем потерял интерес управлению владениями и в 1668—1684 годах продал некоторых синьории, потратив деньги на предметы роскоши, которыми украшал свои дворцы в Кариати и Неаполе, где его предки построили огромное здание с садом на холме.
Поселившись в столице, он устраивал пышные приемы, участвовал в дуэлях, ставших для неаполитанской знати своего рода заменой войне, а в 1662 году командовал рыцарской квадрильей в конных играх, организованных по случаю рождения инфанта Карлоса.
В 1673 году получил первую важную должность, будучи назначен чрезвычайным послом к папе Клименту X. В 1675 году был пожалован Карлом II в рыцари ордена Золотого руна. Был возведен в личное достоинство гранда Испании.
Спинелли не брезговал заниматься контрабандой, на чем был пойман одним ревностным сельским капитаном и вынужден заплатить штраф.
В 1683 году князь с супругой переехали ко двору в Мадрид, рассчитывая добиться чинов и должностей благодаря своим семейным связям. В 1687 году Спинелли получил пост вице-короля Арагона, уже не раз предоставлявшийся итальянцам, интегрированным с интернациональной элитой Испанской империи. Добился предоставления наследственного грандства Испании, на которое претендовал как потомок герцога Кастровиллари, удостоенного титула Карлом V.
По завершении трехлетнего срока наместничества остался в Мадриде, ожидая возможности продолжить карьеру, и в 1696 году был включен в список кандидатов на пост испанского посла в Вене. После прихода к власти Филиппа V переехал в Барселону и вернулся в Италию в 1702 году следом за Бурбоном. После установления имперского режима в Неаполе присоединился к австрийцам и постоянно находился при дворе вице-короля. В феврале 1710 года был включен в состав Государственного совета, учрежденного в Барселоне Карлом Австрийским, находившимся на вершине успехов в войне за наследство.
Спинелли смог покинуть Неаполь только в августе и прибыл в Барселону в декабре, когда позиции Габсбурга в Испании заметно ослабли. Князь остался в Каталонии после отъезда Карла, унаследовавшего императорскую корону, в Вену; служил при дворе оставленной регентом Испании Елизаветы Кристины Брауншвейгской и вернулся в Италию с другими неаполитанцами в 1713 году, перед окончательной капитуляцией Габсбургов.

## Семья
Жена: Артемисия Мария Луиса Борха Арагон-и-Сентельес, дочь Франсиско Карлоса Паскуаля де Борха Арагона, 9-го герцога де Гандии, и Марии Понсе де Леон Фольк де Кардона-и-Арагон
Потомства не оставил; ему наследовал племянник Шипионе Спинелли, сын его брата Джан Баттисты, который отказался от блестящей церковной карьеры и, приняв титул герцога ди Семинара, женился на Джованне Караччоло ди Торелла, чтобы не допустить пресечения рода. В честь предка он добавил к своему родовому имени фамилию Савелли, и в 1726 году воздвиг для своего покойного дяди надгробие в церкви Сан-Тереза-дельи-Скальци, украшенное бюстом работы Доменико Антонио Ваккаро.